# Нулевой пациент (сериал)
«Нулево́й пацие́нт» — российский драматический сериал, созданный Максимом Ивановым.
События сериала разворачиваются вокруг вспышки ВИЧ-инфекции в детской больнице Элисты в 1988 году. Премьерный показ состоялся 19 мая 2022 года в онлайн-кинотеатре «Кинопоиск».
Телевизионная премьера состоялась 16 января 2023 года на «Первом канале».

## Сюжет
Сериал основан на реальных событиях, но в дисклеймере перед эпизодами авторы отмечают, что не стремились к исторической достоверности, а даты, события и имена героев были намеренно изменены.
Сюжет «Нулевого пациента» разворачивается вокруг борьбы двух медиков — элистинского педиатра Кирсана Аюшева (Аскар Ильясов) и московского эпидемиолога Дмитрия Гончарова (Никита Ефремов) — против смертельно опасной инфекции и инертной советской системы.
Врач детской больницы Элисты в Калмыцкой АССР Кирсан Аюшев замечает у своих маленьких пациентов симптомы заражения ещё слабо изученным вирусом иммунодефицита человека. Он не встречает профессиональной поддержки у коллег и направляет анализы в Москву, где они привлекают внимание Дмитрия Гончарова, который ранее исследовал ВИЧ и предполагал возможность вспышки опасного заболевания в Советском Союзе.
Попытки героев найти нулевого пациента, с которого началось распространение болезни, наталкиваются на стремление советской системы скрыть вспышку опасного заболевания. В качестве антагонистов выступают главный врач элистинской больницы, министр здравоохранения Евгений Чазов, называющий ВИЧ «язвой капиталистического мира», которая СССР не грозит, и члены Политбюро ЦК КПСС.

## Съёмочная группа

### В главных ролях
| Актёр               | Роль                                                                                               |
| ------------------- | -------------------------------------------------------------------------------------------------- |
| Никита Ефремов      | Дмитрий Гончаров врач-эпидемиолог, руководитель лаборатории в Москве (прототип − Вадим Покровский) |
| Аскар Ильясов       | Кирсан Аюшев врач-педиатр в детской больнице в Элисте                                              |
| Елизавета Шакира    | Алёна девушка Гончарова                                                                            |
| Евгений Стычкин     | Игорь Карахан московский журналист «Советской молодежи»                                            |
| Павел Майков        | Пётр Шипов сотрудник КГБ                                                                           |
| Виктория Агалакова  | Зина медсестра в Элисте                                                                            |
| Игорь Гордин        | Владимир Гончаров отец Дмитрия (прототип — Валентин Покровский)                                    |
| Сейдулла Молдаханов | Марат Теменович главврач в Элисте                                                                  |
| Лира Кекеева        | Сарана Баировна старшая медсестра в Элисте                                                         |
| Евгения Манджиева   | Гиляна мать пациента в Элисте                                                                      |
| Иван Добронравов    | Иван муж Гиляны                                                                                    |
| Николай Шрайбер     | Клим Перфилов председатель профкома в Элисте                                                       |

### Роли второго плана
| Актёр                | Роль                                                     |
| -------------------- | -------------------------------------------------------- |
| Игорь Бочкин         | Евгений Чазов министр здравоохранения СССР               |
| Алексей Маклаков     | Владимир Крючков председатель КГБ СССР                   |
| Геннадий Смирнов     | Михаил Горбачёв генеральный секретарь ЦК КПСС            |
| Дмитрий Колчин       | Владимир Захаров первый секретарь Калмыцкого обкома КПСС |
| Владимир Стеклов     | Павел Евгеньевич главред «Советской молодёжи»            |
| Мадлен Джабраилова   | Раиса Львовна помощница главреда                         |
| Любовь Германова     | мать Гончарова                                           |
| Александра Черкасова | Тамара лаборантка Гончарова                              |
| Анастасия Грачёва    | Надя жена Клима                                          |
| Евгений Писарев      | Тимофей сын Клима                                        |
| Анастасия Болдырева  | Айса пациентка в Элисте                                  |
| Арслан Крымчурин     | Санжик пациент в Элисте                                  |
| Евгений Сытый        | Георгий Ушаков дедушка Кати                              |
| Анабелла Посохова    | Катя пациентка в Элисте                                  |
| Ирина Паутова        | Дина пациентка в Элисте                                  |
| Аюш Очир-Горяев      | Костя возлюбленный Дины                                  |
| Рамиль Сабитов       | Карим отец Дины                                          |
| Аслан Цаллати        | Аскер брат Дины                                          |
| Евгений Санников     | Федорчук снабженец из Чилгира                            |
| Азамат Нигманов      | Птица прораб, любовник Федорчука                         |
| Нина Гусева          | Таня жена Птицы                                          |
| Сергей Уманов        | Лапшин главный прораб                                    |
| Григорий Перель      | Леонид Онищенко эпидемиолог из Москвы                    |
| Татьяна Палеева      | Татьяна эпидемиолог из Москвы                            |
| Максим Емельянов     | Яшка работник завода                                     |
| Нариман Утакаев      | Энкир работник завода                                    |
| Сергей Годин         | Чернышев ВИЧ-инфицированный из Ленинграда                |
| Лада Исмагилова      | администратор гостиницы                                  |
| Андрей Харенко       | Саша сосед Кирсана                                       |
| Нина Андронаки       | Люба жена Саши                                           |
| Владимир Пашкаев     | Виталий водитель скорой помощи                           |
| Эвелина Мазурнина    | Маша проститутка                                         |
| Давид Ниамеди        | Пьер пациент Гончарова                                   |
| Кристина Шелобкова   | Лена жена Пьера                                          |

### Прочие
Продюсерами сериала выступили Александра Ремизова («Яндекс. Студия»), Ольга Филипук (директор по развитию медиасервисов «Яндекса»), Александр Цекало, Иван Самохвалов (продюсерская компания «Среда»), Олег Маловичко, Максим Иванов (креативный продюсер), Данила Ипполитов (ведущий продюсер), Анастасия Фатеева (линейный продюсер), Николай Иванов (исполнительный продюсер), Ольга Фещенко (продюсер постпродакшн). Для Евгения Стычкина «Нулевой пациент» стал второй режиссёрской работой в сериальном формате.

## Производство

Панорама мозаичного панно «Люди в белых халатах», автор заслуженный художник России Геннадий Черноскутов, 1977 год. Располагалась в Городской клинической больнице № 1 им. С. З. Фишера (ГБУЗ)

Первый тизер сериала вышел в середине апреля 2022 года на ютуб-канале «Кинопоиска», трейлер — 5 мая. Закрытый премьерный показ прошёл 16 мая в московском кинотеатре «Художественный», а официальная премьера — 19 мая 2022 года состоялась онлайн-премьера на «Кинопоиске». Эпизоды выходят раз в неделю на «Кинопоиске».
Съёмки «Нулевого пациента» проходили в Москве и Волгограде.
Центральным элементом афиши «Нулевого пациента» и одним из ярких визуальных образов стала мозаика, изображающая юную девушку, которую окружают врачи. Вдохновением для художника-постановщика Александра Арефьева послужили тематические панно, характерный элемент позднесоветского декора общественных пространств — в частности, мозаика «Люди в белых халатах» художника Геннадия Черноскутова, которая с 1977 года украшала Городскую клиническую больницу № 1 им. С. З. Фишера в городе Волжский Волгоградской области. Над мозаикой для сериала помимо Арефьева работали Никита Васильев, Антон Заец и Николай Христолюбов, а выполнил её художник Павел Копалев.

## Отзывы и критика
Сериал был хорошо принят критиками и зрителями. На конец мая 2022 года зрительский рейтинг сериала на «Кинопоиске» составлял 8,2 балла. В заслугу авторам «Нулевого пациента» профессиональные критики поставили работу со сложными темами — изоляцией и стигматизацией людей с ВИЧ, халатностью и отсутствием гуманизма в госсистеме и низкой медграмотностью, которые привели к эпидемии ВИЧ в современной России. Работа над прошлым, которое прежде почти не исследовалось в России средствами кинематографа, была сочтена смелым — если не радикальным шагом
Некоторые критики отмечали, что вспышка вируса и попытка государства игнорировать её выступает в сериале метафорой краха советской системы, поражённой другими болезнями: цензурой СМИ, последствиями войны, неверием в систему и всепроникающей ложью последней. Всё это позволило рецензентам проводить параллели между «Нулевым пациентом» и «Чернобылем» от HBO, отмечая идейное сходство и уместно заимствованные операторские и режиссёрские приёмы.
Высокую оценку получили саспенс «Нулевого пациента», объёмные и интересные персонажи и работа актёров, прежде всего, Аскара Ильясова, сыгравшего Кирсана Аюшева. Вместе с тем, критики соглашались, что «Нулевой пациент» не стремится к документальности и ожидаемо отступает от духа времени — это проявляется в современных взглядах и рассуждениях героев, несвойственных для позднего СССР.

## Награды и номинации
- 2022 — премия «Золотой орёл» в номинации «Лучший актёр онлайн-сериала» (Никита Ефремов)[20].
- 2023 — приз зрительских симпатий 14-й Национальной премии «Большая цифра»[21].
- 2023 — лауреат X Премии Ассоциации продюсеров кино и телевидения в номинации «Лучший онлайн-сериал (6-12 серий)»[22].
- 2023 — победитель II Национальной премии интернет-контента ИРИ в номинации «Лучший сериал»[23].